# Šimun Klimantović
Šimun Klimantović (Lukoran oko 1460. – nakon 1540. ), franjevac i kroničar.

## Životopis
Kao franjevac trećoredac u hrvatskoj knjiiževnoj povijesti Šimun Klimantović ostao je upamćen ponajprije kao pisac tri glagoljska zbornika. Klimantovićove kronike ne razlikuju se u stilu od sličnih kronika koje su nastajale širom Europe tokom 15. i 16. stoljeća. Njegova kronika iako ne daju puno novog materijala o važnim povijesnim događajima kasnog srednjeg i ranog novog vijeka, pomažu i davaju uvid o svijetu jednog redovnika iz tog vremena. U svojim kronikama Klimantović spominje Bosnu i njene vladare te posjetama carice Ane (Ana Savojska ili Ana Paleologinja) Bosni. Klimantović također izostavlja neke vrlo bitne stvari i događaje, no to je uobičajena praksa kod mnogih drugih kroničara njegovog vremena.

## Djela
- Ritual, 1509.

- Marum Manjum, 1513.

- Klimantovićev zbornik I.,

- Klimantovićev zbornik II.,

- Klimantovićev zbornik III.,